# 四国高松温泉
四国高松温泉（しこくたかまつおんせん）は、香川県高松市通町に湧出する冷鉱泉である。

## 泉質
- ナトリウム・カルシウム塩化物冷鉱泉（中性低張性冷鉱泉）
  - 泉温　22.6℃
- ニューグランデみまつの自家泉源である。加温・循環方式。

## 温泉地
高松市街地に、ホテル「ニューグランデみまつ」が1軒存在。浴室は内湯とサウナのみ。
日帰り入浴可能。高松市街地の外れにある庵治温泉と同じグループ系列である。ホテル内1階には居酒屋も併設している。

## 歴史
- 1944年（昭和18年）10月 - 旅館みまつとして開業。

- 1997年（平成9年）- 改築。「ニューグランデみまつ」ヘ名称変更。

## アクセス
- JR予讃線高松駅より車で5分。

- 高松自動車道高松中央ICより、車で15分。

- 高松空港より、車で40分。